# Schulfunk

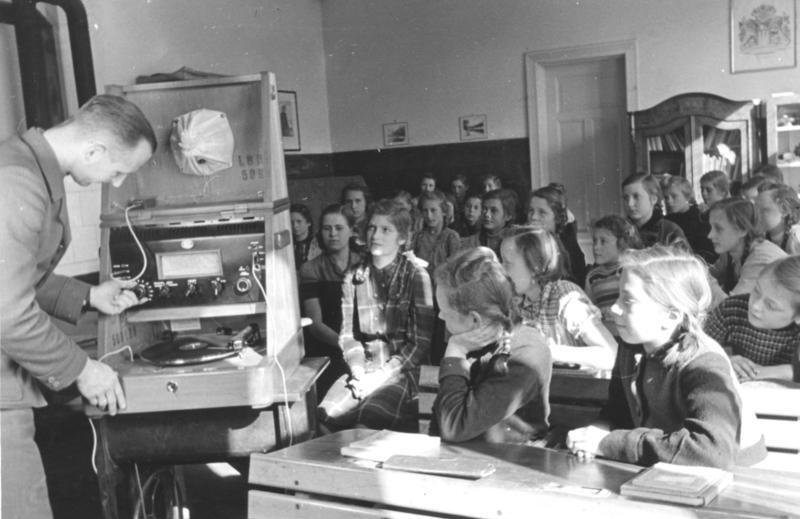
1949 wurden 80 Hamburger Schulen mit je einem Spezialgerät für den Empfang der Schulfunksendungen ausgerüstet.

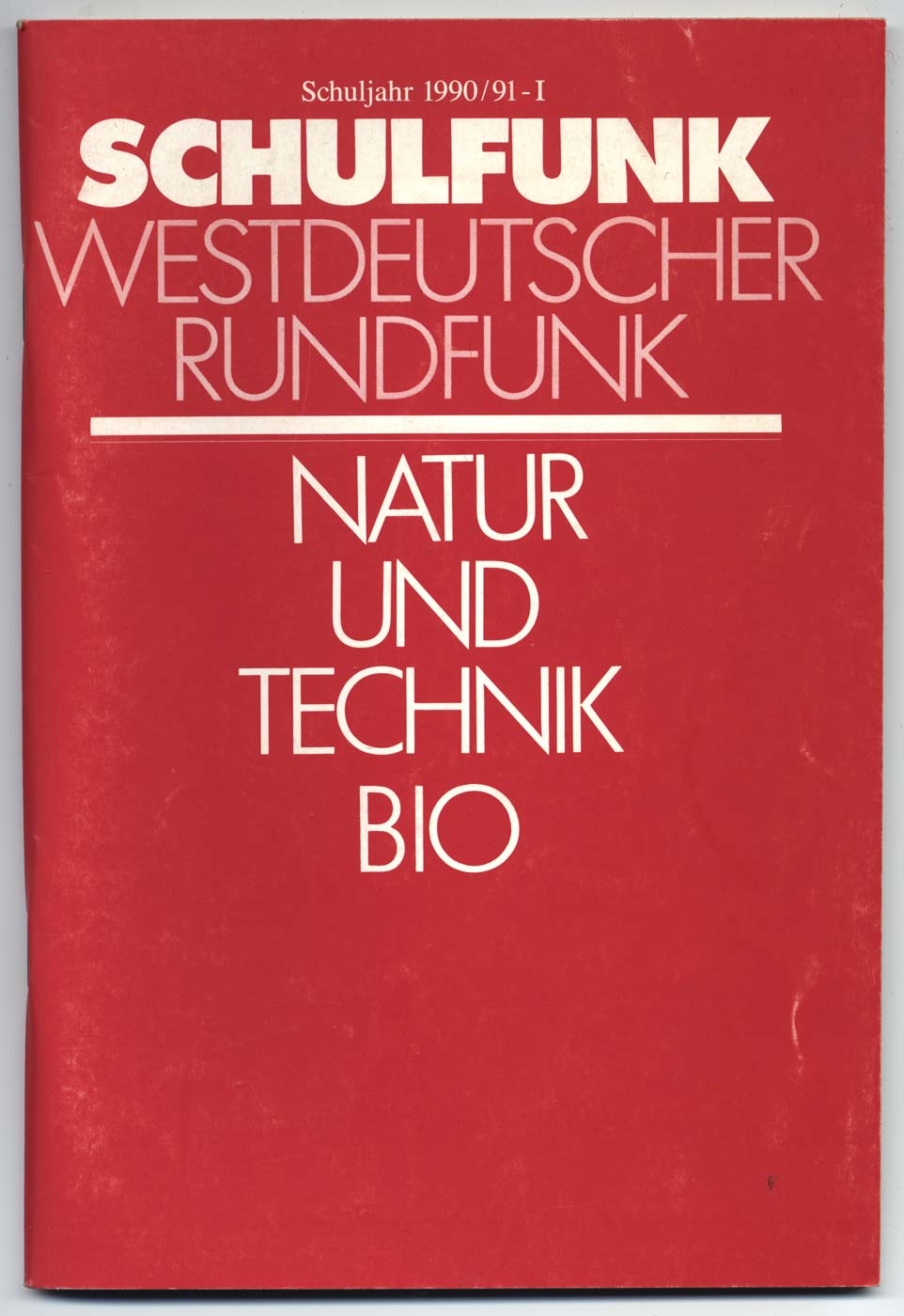
WDR-Schulfunk Begleitheft zum Programm 1990

Der Schulfunk ist eine Ergänzung des schulischen Unterrichts als Hörfunksendung der öffentlich-rechtlichen Rundfunkanstalten. Eine entsprechende Fassung im Fernsehen ist das Schulfernsehen.

## Rechtliches
Die Schulfunksendungen (Hörfunk) haben im Urheberrechtsschutz eine Sonderstellung. Gemäß dem deutschen Urheberrecht § 47 ist eine Vorführung von Mitschnitten im Unterricht aus Hörfunk und Fernsehen für Sendungen zulässig, die als „Schulfernsehen“ bzw. „Schulfunk“ bei der Ausstrahlung gekennzeichnet sind. Aufgezeichnete Sendungen dürfen bis zum Ende des auf die Ausstrahlung folgenden Schuljahres verwendet werden. Dies ist auch die Rechtsgrundlage dafür, dass Schulfernsehsendungen von den Landesmedienzentren aufgezeichnet und für Schulen vorgehalten werden können.

## Geschichte

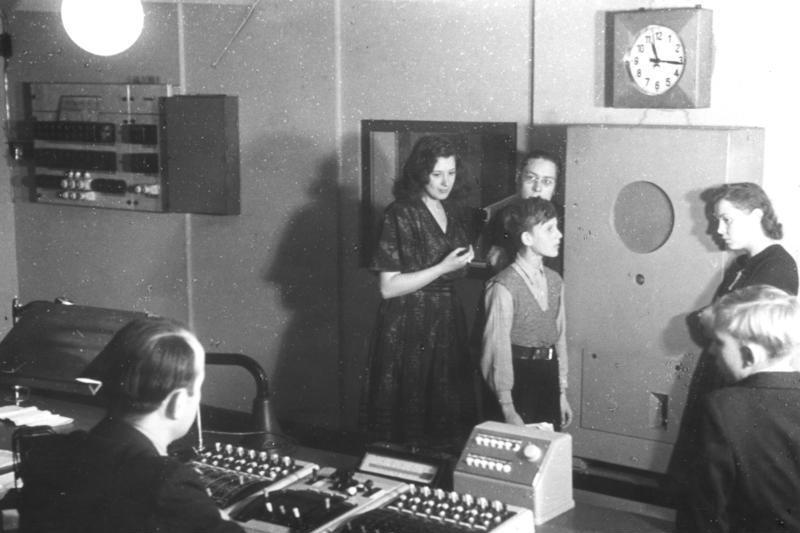
Regieraum des Schulfunks im Haus des Berliner Rundfunks, 1946

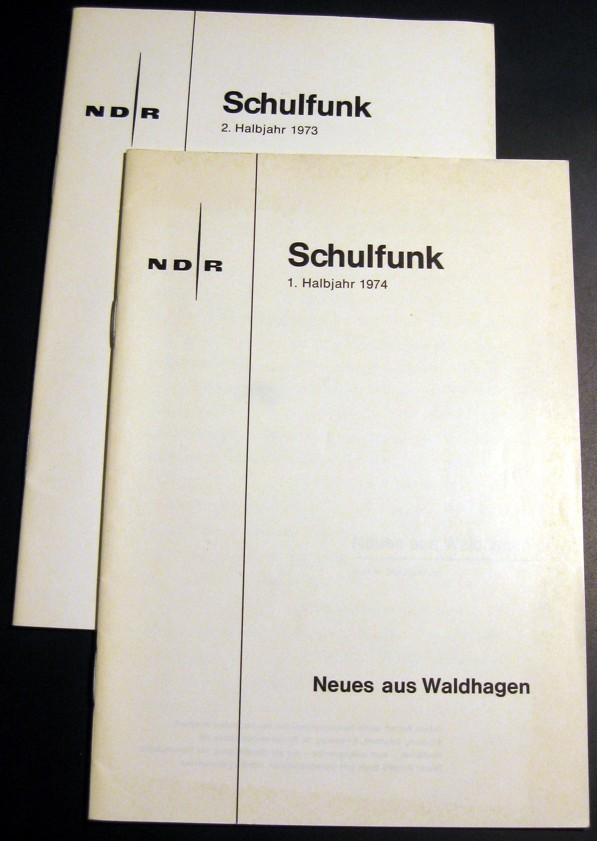
Beihefte des NDR für die Sendungen „Neues aus Waldhagen“ von 1973/1974

### Schulfunk in der Weimarer Republik
1923 startete der Rundfunk in Deutschland, und mit den ersten technischen Erfolgen waren Ideen gefragt, die neuen Radioprogramme mit Inhalt zu bestücken. Mitte 1924 erwog das Kultusministerium, „das im Entstehen Begriffene“, eben den Rundfunk, mit schulischen Inhalten zu füllen, nicht zuletzt, um Schüler an die Rundfunktechnik und damit ans Radiobasteln heranzuführen. Im Oktober 1924 fand dazu in Berlin eine u. a. von Philologenverbänden ausgerichtete Veranstaltung statt, die sich „Rundfunk und Schule“ nannte. Die erste, offiziell „Schulfunk“ genannte Sendung strahlte im selben Jahr die NORAG (Vorläufer des NDR) aus – mit einer Rede in englischer Sprache. Um diese Zeit startete auch die BBC ihren Schulfunk; ein Jahr zuvor sendeten Schüler in New York von ihren Schulen aus geschichtliche Rundfunkthemen.
Bereits 1924, im Jahr nach dem Start des Rundfunks, gab es in Deutschland erste Schulfunksendungen.

„Die Eröffnung des Hamburger Senders Anfang Mai soll, wie die Nordd. Rundfunk A.-G. mitteilt, u. a. auch eine Neuerung auf dem Gebiete des Radiowesens bringen, den Schulfunk. Er wird den Literatur- und Sprachenunterricht, die Musikgeschichte[,] den Lehrgang in der Physik usw. durch geeignete Darbietungen illustrieren und erläutern. Wissenschaftler und Künstler haben ihre Mitarbeit zugesagt.“

Der am 1. Oktober 1926 gegründete Deutsche Schulfunkverein und Zeitschriften wie Kulturfunk und Schule (ca. 1932 fusioniert mit) und Der Schulfunk widmeten sich diesem Thema:
„Der Schulfunk [die Zeitschrift] will seine Leser in ständiger Verbindung halten mit allen wichtigen und aktuellen Fragen der Schulfunkarbeit und den Lehrern einen zweckmäßigen Einbau der Schulfunkdarbietungen in den laufenden Unterricht ermöglichen. Der Schulfunk bringt neben Aufsätzen und Berichten berufener Fachleute die Halbjahrespläne der deutschen Sender und die pädagogischen Programme des gesamten deutschen Rundfunks mit einer kurzen methodischen Vorschau auf jede einzelne Darbietung für jeweils 14 Tage im Voraus. Der Schulfunk erscheint am 1. und 15. jeden Monats. Preis 25 Pfg.“ (Werbung der Zeitschrift 1932)

### Schulfunk seit den 1930er Jahren
In der Schweiz und in Österreich ergänzte seit Schulfunk 1932 den Unterricht. Auch in anderen Ländern (USA, Kanada, Sowjetunion usw.) gab es in den 1930er Jahren Radiosendungen für Schulen.
Die Nationalsozialisten waren sich der Möglichkeiten, Propaganda über den Rundfunk auch in Schulen hinein zu tragen, sehr bewusst. So ließ Reichspropagandaminister Joseph Goebbels eine Gedenkfeier in einer Berliner Volksschule anlässlich des Mords an Herbert Norkus vier Jahre zuvor in alle Schulen im Reich übertragen.
Die Redaktion der Zeitschrift befand sich in der „Zentralstelle für Schulfunk“ im Haus des Rundfunks, Berlin. Gedruckt und vertrieben wurde das Heft vom Kommissionsverlag Julius Beitz, Langensalza.

### Schulfunk nach 1945
Nach dem Zweiten Weltkrieg begann der Schulfunk in Deutschland am 2. September 1946 mit täglichen Sendungen des Senders Leipzig des Mitteldeutschen Rundfunks.
Nach dem Start am 12. November 1945 im NWDR-Programm (ab Januar 1956 NDR/WDR 1) war die klassische Zeit des Schulfunks die 1950er- und 1960er-Jahre. Die Sendungen wurden bis weit in die 1960er-Jahre vormittags und nachmittags ausgestrahlt. Später liefen die Sendungen am Vormittag, nachmittags wurden sie auf den dritten Hörfunkprogrammen des NDR und des WDR wiederholt. Sie begannen mit der instrumentalen Einleitung der Arie des Papageno aus der Zauberflöte von Wolfgang Amadeus Mozart, wenn die Schulfunksendung auf NDR/WDR 1 aus dem NDR-Funkhaus in Hamburg bzw. später auf NDR 3 gesendet wurde. Kam der Schulfunk aus dem Kölner WDR-Funkhaus bzw. später auf WDR 3, bestand der Vorspann aus den ersten zwölf Takten des 3. Satzes der Sinfonie Nr. 28 A-Dur von Joseph Haydn. In Ferienzeiten gab es meist keinen Schulfunk.
Besonders bekannte Serien waren u. a.: Neues aus Waldhagen, Von großen und kleinen Tieren (anfänglich unter dem Titel Tiere um uns gesendet), Der Arzt spricht, Der Tierfreund, Lebendige Vergangenheit, Aus Heimat und Welt, Du bist mitverantwortlich, Das Leben ringsum sowie die Englisch-Lektionen English for juniors (Anfänger) und English for seniors (Fortgeschrittene), gesprochen von den bei vielen Englischschülern beliebten Lehrern Henry and Barbara.
Die Rundfunkanstalten gaben als Begleitmaterial auch gedruckte Beihefte mit zusätzlichen Informationen für Lehrer heraus.
Heute bieten nur wenige Rundfunkanstalten dem Schulfunk ähnliche Bildungsprogramme an, die sich jedoch an ein breiteres Publikum wenden: radioWissen (BR), Wissenswert (HR/SR), Logo (NDR), SWR2 Wissen, LernZeit (WDR) und Radiokolleg (ORF). Darüber hinaus verbreiten Radiosender ihre Bildungssendungen auch als Podcast.
Die Schulfunk-Sendungen beinhalteten auch oft kleine Hörspiele zur Vermittlung sozialer Inhalte, wie die Reihe Neues aus Waldhagen. Erfinder und verantwortlicher Redakteur der Reihe war Gernot Weitzl.